# Kalinowski (rejon frołowski)
Kalinowskij (ros. Калиновский) – chutor w Rosji, w obwodzie wołgogradzkim, w rejonie frołowskim. W 2010 liczył 174 mieszkańców.